# 木暮陶句郎
木暮 陶句郎（こぐれ とうくろう、[本名:木暮 宏明 (こぐれ ひろあき)]、1961年10月21日 -）は、日本の俳人、陶芸家。群馬県伊香保町出身。

## 経歴

### 俳歴
1993年、俳句雑誌「ホトトギス」投句開始。 稲畑汀子、稲畑廣太郎に師事。1998年、日本伝統俳句協会賞、花鳥諷詠賞を受賞。2002年「ホトトギス」同人。2009年、村上鬼城賞正賞を受賞。　2011年俳句雑誌「ひろそ火」を創刊主宰。
現在　群馬県俳句作家協会副会長、NHK学園俳句講座講師（2024年度「NHK俳句」第3週選者）、日本伝統俳句協会会員、俳人協会会員、日本文藝家協会会員　他。

### 陶歴
南雲龍および南雲陽に師事。 1975年、14歳で陶芸と出会い、以後作陶を始める。1997年、伊香保焼陶句郎窯を開く。2002年、2006年、日本美術展覧会［日展］入選。群馬県美術展受賞7回。「ぐんまの達人（文化・芸術）」。横浜高島屋、新宿京王百貨店、熊谷八木橋高崎高島屋などで個展多数。

## 著書
- 句集『陶然』朝日新聞出版（2003年）
- 句集『陶冶』朔出版（2020年）
- 句集『薫陶』ふらんす堂（2021年）